# لا کونسپسیون، کبک
لا کونسپسیون (به فرانسوی: La Conception) شهری در منطقه شهری له لورانتید ناحیه لورانتید در استان کبک کانادا است. در سرشماری سال ۲۰۱۱ این شهر ۱٬۱۹۰ نفر جمعیت داشته‌است و مساحت آن ۱۴۲٫۶۱ کیلومتر مربع است.